# 野沢 (世田谷区)
野沢（のざわ）は、東京都世田谷区の町名。現行行政地名は野沢一丁目から四丁目。住居表示実施済区域。

## 地理
東急田園都市線三軒茶屋駅・駒沢大学駅、東急東横線学芸大学駅が最寄。一部は三軒茶屋の商店街。南部に環状七号線が通る。また西部には国道246号（玉川通り）が通る。主に住宅地として利用される。

### 地価
住宅地の地価は、2025年（令和7年）1月1日の公示地価によれば、野沢3-32-16の地点で83万2000円/m2、野沢4-19-2の地点で73万4000円/m2となっている。

## 歴史
古くは荏原郡馬引沢村の一部。正保年間（1644年 - 1647年）に開発され野沢村として独立した。1889年（明治22年）の町村制施行に伴い駒沢村の一部となる。1967年（昭和42年）の住居表示で現在の町域に定まった。

### 地名の由来
当時、周辺が特に何も無い荒野や沢地であったため、野沢と名づけられたとも、開発者である葛飾郡東葛西領の野村次郎左衛門の「野」と荏原郡六郷領の沢田七郎右衛門の「沢」を合わせて「野沢」としたともいわれる。

## 世帯数と人口
2025年（令和7年）1月1日現在（世田谷区発表）の世帯数と人口は以下の通りである。
| 丁目       | 世帯数    | 人口     |
| ---------- | --------- | -------- |
| 野沢一丁目 | 1,928世帯 | 3,668人  |
| 野沢二丁目 | 1,889世帯 | 3,293人  |
| 野沢三丁目 | 2,853世帯 | 5,669人  |
| 野沢四丁目 | 1,677世帯 | 2,813人  |
| 計         | 8,347世帯 | 15,443人 |

### 人口の変遷
国勢調査による人口の推移。
| 年                 | 人口   |
| ------------------ | ------ |
| 1995年（平成7年）  | 11,791 |
| 2000年（平成12年） | 12,131 |
| 2005年（平成17年） | 14,367 |
| 2010年（平成22年） | 14,948 |
| 2015年（平成27年） | 15,336 |
| 2020年（令和2年）  | 15,892 |

### 世帯数の変遷
国勢調査による世帯数の推移。
| 年                 | 世帯数 |
| ------------------ | ------ |
| 1995年（平成7年）  | 5,614  |
| 2000年（平成12年） | 6,073  |
| 2005年（平成17年） | 7,304  |
| 2010年（平成22年） | 7,622  |
| 2015年（平成27年） | 7,878  |
| 2020年（令和2年）  | 8,259  |

## 学区
区立小・中学校に通う場合、学区は以下の通りとなる（2024年8月時点）。
| 丁目       | 番地 | 小学校               | 中学校               |
| ---------- | ---- | -------------------- | -------------------- |
| 野沢一丁目 | 全域 | 世田谷区立旭小学校   | 世田谷区立駒留中学校 |
| 野沢二丁目 | 全域 | 世田谷区立旭小学校   | 世田谷区立駒留中学校 |
| 野沢三丁目 | 全域 | 世田谷区立中丸小学校 | 世田谷区立駒留中学校 |
| 野沢四丁目 | 全域 | 世田谷区立旭小学校   | 世田谷区立駒留中学校 |

## 事業所
2021年（令和3年）現在の経済センサス調査による事業所数と従業員数は以下の通りである。
| 丁目       | 事業所数  | 従業員数 |
| ---------- | --------- | -------- |
| 野沢一丁目 | 61事業所  | 412人    |
| 野沢二丁目 | 92事業所  | 596人    |
| 野沢三丁目 | 99事業所  | 737人    |
| 野沢四丁目 | 91事業所  | 673人    |
| 計         | 343事業所 | 2,418人  |

### 事業者数の変遷
経済センサスによる事業所数の推移。
| 年                 | 事業者数 |
| ------------------ | -------- |
| 2016年（平成28年） | 339      |
| 2021年（令和3年）  | 343      |

### 従業員数の変遷
経済センサスによる従業員数の推移。
| 年                 | 従業員数 |
| ------------------ | -------- |
| 2016年（平成28年） | 2,401    |
| 2021年（令和3年）  | 2,418    |

### 主な企業
- 野沢園

## 施設
- URアクティ三軒茶屋（明治薬科大学跡地に建設）

### かつて存在した施設
- 明治薬科大学世田谷校舎
- 本多忠次邸宅 - 2000年に解体され、2012年に愛知県岡崎市欠町に移築復元された[15]。「旧本多忠次邸」は2014年10月、国の登録有形文化財に登録された[16]。

## その他

### 日本郵便
- 郵便番号 : 154-0003[2]（集配局 : 世田谷郵便局[17]）。

### 野沢銀座商店街
かつての商店街は環状七号線の開通により分断され、衰退した。